# Вёскинское сельское поселение
Вёскинское сельское поселение (карел. V’oskin kyläkunda) — упразднённое муниципальное образование в составе Лихославльского района Тверской области России. Центр поселения — деревня Вёски.
Образовано в 2005 году, включило в себя территорию Вескинского сельского округа.
Законом Тверской области от 17 апреля 2017 года № 24-ЗО были преобразованы, путём их объединения, муниципальные образования Ильинское, Крючковское и Вескинское сельские поселения в Вёскинское сельское поселение.
Законом Тверской области от 5 апреля 2021 года № 17-ЗО было упразднено к 17 апреля 2021 года в связи с преобразованием Лихославльского муниципального района в Лихославльский муниципальный округ.

## Географические данные
- Общая площадь: 123 км².
- Нахождение: южная часть Лихославльского района.
  - Граничило:
    - на севере — с городом Лихославль
    - на востоке — с Кавским СП и Крючковским СП
    - на юге — с Калининским районом, Медновское СП
    - на юго-западе — с Торжокским районом, Марьинское СП
    - на западе — с Ильинским СП

## Экономика
Основное хозяйство — ООО «Тверьагропром», специализируется на выращивании картофеля, зерновых культур. С 2009 года создается комплекс по хранению, мойке, сортировке, калибровке и упаковке овощей (мощностью около 40 000 тонн хранения).

## Население
На 2005 год в Вёскинском сельском поселении на постоянной основе проживает 1632 человека.
Показатель увеличивается в бесснежный период (весна-осень). Национальный состав: русские и тверские карелы.

## Населённые пункты
На территории поселения находилось 23 населённых пункта:
| Тип нп | Название         | Население (2008 год) |
| ------ | ---------------- | -------------------- |
| дер.   | Берестово        | 12                   |
| дер.   | Вёски            | 735                  |
| дер.   | Владычня         | 16                   |
| дер.   | Волосово         | 3                    |
| дер.   | Вырцово          | 9                    |
| дер.   | Городилово       | 13                   |
| дер.   | Гнездцы          | 18                   |
| дер.   | Губка            | 76                   |
| дер.   | Константиново    | 11                   |
| дер.   | Крючково         | 14                   |
| дер.   | Марково          | 3                    |
| дер.   | Михеево          | 4                    |
| дер.   | Ожирово          | 11                   |
| дер.   | Олино            | 19                   |
| пос.   | Осиновая Гряда   | 507                  |
| дер.   | Петрушкино       | 11                   |
| дер.   | Пруды            | 78                   |
| дер.   | Пятниха          | 52                   |
| дер.   | Рудаево          | 4                    |
| дер.   | Семьеново        | 6                    |
| дер.   | Старо-Карельское | 45                   |
| дер.   | Сурминки         | 5                    |
| дер.   | Хмельники        | 4                    |

### Бывшие населённые пункты
Деревни Иванцево и Утренись присоединены к деревне Вёски.

Деревня Плаксино присоединена к деревне Гнездцы.

## История
В XI—XIV вв. территория поселения относилась к Новгородской земле и составляла часть «городовой волости» города Торжка (Нового Торга).
В XV веке присоединена к Великому княжеству Московскому.

После реформ Петра I территория поселения входила:
- в 1708—1727 гг. в Санкт-Петербургскую (Ингерманляндскую 1708—1710 гг.) губернию, Тверскую провинцию,
- в 1727—1775 гг. в Новгородскую губернию, Тверскую провинцию,
- в 1775—1796 гг. в Тверское наместничество, Новоторжский уезд,
- в 1796—1929 гг. в Тверскую губернию, Новоторжский уезд,
- в 1929—1935 гг. в Московскую область, Лихославльский район,
- в 1935—1956 гг. в Калининскую область, Лихославльский и Медновский районы,
- в 1956—1963 гг. в Калининскую область, Лихославльский район,
- в 1963—1964 годы в Калининскую область, Торжокский район,
- в 1964—1990 годы в Калининскую область, Лихославльский район,
- с 1990 в Тверскую область, Лихославльский район.

В середине XIX-начале XX века большинство деревень поселения относились к Прудовской волости Новоторжского уезда Тверской губернии.
В 1940-50-е годы на территории поселения существовали Вескинский сельсовет Лихославльского района и Прудовский сельсовет Медновского района Калининской области.
Рядом с деревней Петрушкино был устроен полигон ТБО, ухудшивший экологическую обстановку.